# Lepus othus
La lepre dell'Alaska (Lepus othus Merriam, 1900) è un mammifero lagomorfo della famiglia dei Leporidi.

## Distribuzione
La specie è diffusa lungo tutta la costa occidentale dell'Alaska fino alla penisola di Alaska: alcuni avvistamenti non confermati ne attesterebbero la presenza anche sulla penisola dei Chukchi, nell'estremo oriente russo.

Il suo habitat naturale è rappresentato dalle aree rocciose o di tundra, in ogni caso ad una certa altezza: non li si vede mai, infatti, a livello del mare.

## Descrizione

### Dimensioni
Misura fino a 70 cm di lunghezza, per un peso che sfiora i 7 kg: queste dimensioni ne fanno il lagomorfo autoctono vivente più grande del Nord America.

### Aspetto
Il pelo, lungo e folto, è grigio-bruno con sottopelo bianco e lanoso durante l'estate, mentre d'inverno l'animale mostra colorazione interamente bianca, fatta eccezione per la punta di coda e orecchie, che è nera per tutto l'arco dell'anno.

La specie presenta corporatura massiccia, zampe assai forti con grossi artigli, dalla forma allargata e ricoperte di pelo anche sulla pianta del piede, in modo da avere una maggiore presa anche sulla neve soffice. Il cranio è tozzo e robusto, con incisivi fortemente incurvati all'indietro e piccole orecchie, per evitare di disperdere calore. A differenza della maggior parte delle specie di lepre, in questa specie i due sessi hanno uguali dimensioni.

## Biologia
Si tratta di animali dalle abitudini crepuscolari: ciò significa che sono attivi soprattutto all'alba ed al tramonto, quando la poca luce disponibile permette loro di procacciarsi il cibo. Sono animali prevalentemente solitari, fatta eccezione per il periodo degli amori, quando formano gruppetti di oltre venti individui, principalmente maschi che si aggregano attorno alla femmina in estro.

### Alimentazione
Si tratta di animali erbivori che si nutrono principalmente di vegetazione arborea, come foglie, germogli e radici; qualora disponibili, non esitano a mangiare anche bacche, erba e qualsiasi altro materiale vegetale, vista la relativa scarsità di cibo alle latitudini a cui vivono.

### Riproduzione
La stagione riproduttiva cade fra aprile e maggio, in modo che i cuccioli nascano in pieno periodo estivo ed abbiano maggiori possibilità di sopravvivenza: questi animali riescono perciò ad allevare un'unica cucciolata l'anno, a differenza della maggior parte degli altri leporidi. Quest'unica nidiata nasce dopo un mese circa di gestazione ed è composta da una media di sei cuccioli, che sono già ricoperti di pelo (simile a quello degli adulti, ma dalle tonalità più scure) e con gli occhi aperti. I cuccioli diventano indipendenti dalla madre (che d'altro canto si prende cura piuttosto scarsamente di loro, limitandosi a nutrirli un paio di volte al giorno) nel giro di poche settimane.